# Filosof Nikolajevič Ornatskij
Svatý Filosof Nikolajevič Ornatskij (21. květnajul./ 2. června 1860greg., Novaja Jerga – srpen 1918, Petrohrad) byl ruský protojerej Ruské pravoslavné církve a mučedník.

## Život
Narodil se 21. května 1860 v pogosti Novaja Jerga v Čerepoveckého ujezdu Novgorodské gubernii (dnes Čerepovecký rajón Vologdské oblasti) v rodině kněze Nikolaje Platonoviče Ornatského. Byl starším bratrem protojereje Ivana Nikolajeviče Ornatského a bratranec biskupa Pimena (Belolikova).
Studoval na Kirillovském duchovním učilišti a na Novgorodském duchovním semináři. Po absolvování semináře byl jako nejlepší student poslán na Petrohradskou duchovní akademii. Studium dokončil roku 1885 s titulem kandidáta bohosloví.
Dne 17. července 1885 se oženil s dívkou Jelenou, dcerou hypodiakona katedrálního soboru svatého Izáka v Petrohradu Nikolaje Michajloviče Zaozerského. Spolu měli deset dětí:
- Nikolaj (1886–1918)
- Boris (1887–1918)
- Vladimir (1888–1918)
- Věra (1889–1967), manželka protojereje Michaila Semenoviče Javorského
- Lidia (1892–1967)
- Marija (1895–1940), manželka protojereje Petra Pavloviče Balykova
- Sergej (1898–1924)
- Jelena (1903–1916)
- Alexandr (1905–1940)
- Konstantin (1908–1985)

Se svou rodinou žil velmi skromně, a všechny funkce, které zastával, nepřinesly dostatečné finance na živobytí. Aby uživil rodinu, musel dávat soukromé lekce.
Dne 28. července 1885 byl metropolitou Isidorem (Nikolským) rukopoložen na jereje. Stal se knězem chrámu sirotčince knížete Oldenburského v Petrohradu. Sirotčinec získal práva mužského reálného učiliště a ženského gymnázia s hudebním oddělením a otec Filosof se stal učitelem Zákona Božího.
Po vysvěcení se stal členem Společnosti pro šíření náboženské a mravní výchovy v duchu pravoslavné církve, s níž byl následně spojen celý jeho život. Neúnavný pastýř vedl společnost dvacet šest let. Čestným členem společnosti byl protojerej Ioann Sergijev, později svatořečený, duchovní rádce otce Filosofa. Všechny závazky a činy společnosti byly posvěceny požehnáním a modlitbou kronštadtského jereje Ioanna.
Roku 1888 byl jmenován členem výboru Pravoslavné misijní společnosti a 4. května 1892 se stal předsedou Společnosti pro šíření náboženské a mravní výchovy.
V červenci 1891 byl pozván, aby pracoval v komisi pro stavbu chrámu svatého přepodobného mučedníka Ondřeje Krétského u Expedice pro obstarávání státních papírů. Dne 26. srpna 1892 byl zvolen představeným tohoto chrámu.
Roku 1893 byl zvolen členem (glasnym) Petrohradské městské dumy, tuto funkci vykonával až do roku 1917.
Jako člen městské dumy se např. zabýval pomocí pro chudé a zařizováním domů.
Jeho zásluhou bylo otevřeno technické učiliště, které poskytovalo střední vzdělání se specializací na expedici. Stal se jeho ředitelem a učitelem Zákona Božího.
Dne 8. června 1898 bylo s jeho pomocí založeno Pravoslavné estonské bratrstvo svatého mučedníka Isidora Jurjevského.
Dne 14. listopadu 1898 byl povýšen na protojereje a to za pilnou a užitečnou práci předsedy Společnosti pro šíření náboženské a mravní výchovy a za pomoc na práci se stavbou třech chrámů pro zmíněnou společnost.
Roku 1899 byla zřízena bezatna čítárna-knihovna pojmenována po M. V. Lomonosovi. Byl organizátorem a prvním ředitelem této knihovny.
Byl redaktorem a cenzorem duchovním časopisů jako byl Petrohradský duchovní věstník či Pravoslavné ruské slovo.
V roce 1900 byl jmenován členem komise pro řádnou organizaci výuky Božího zákona ve středních vzdělávacích institucích Ministerstva národního vzdělání.
Během ruské revoluce roku 1905 vyzýval věřící k věrnosti panovníkovi.
Roku 1912 byl odvolán z funkce ředitele technického učiliště. V souvislosti s tím přišel o většinu platu a jeho finanční situace s početnou rodinou se stala velmi složitou; v roce 1913 se obrátil na ministra financí s žádostí o náhradu té části platu, o kterou byl spolu s funkcí zbaven. Metropolita petrohradský a ladožský Vladimir (Bogojavlenskij) připojil k žádosti svou petici a žádosti bylo vyhověno.
Roku 1913 se stal představeným kazaňského katedrálního soboru v Petrohradu.
Během první světové války poskytl svůj byt jako lazaret pro zraněné vojáky a přestěhoval se se svou rodinou do malého domu patřícího vládě. Sám opakovaně cestoval do oblastí ovládaných nepřítelem, doprovázel transporty s věcmi a produkty nezbytnými pro vojáky a ze všech sil se snažil inspirovat a podporovat obránce vlasti.
Roku 1917 stál spolu s biskupem Veniaminem Kazanským) u zrodu Svazu církevní jednoty.
Roku 1918 si zachoval ještě zvýšil svůj talent kazatele a církevního vůdce. Objevil se na nejnebezpečnějších místech v Petrohradě. Postavil se proti zrušení výuky Zákona Božího a pořádal církevní procesí. V květnu 1918 patriarcha Tichon navštívil Petrohrad. Byl to právě protojerej Filosof, kdo pro něj přijel do Moskvy a doprovázel ho na cestě do Petrohradu.
Otec Filosof byl jedním z nejbližších spolupracovníků petrohradského metropolity a pozdějšího mučedníka Veniamina (Kazanského).
Dne 19. ledna 1918 byl v Alexandro-Něvské lávře před jeho očima smrtelně zraněn manžel sestry jeho manželky protojerej Petr Ivanovič Skipetrov. Kněz na jeho pohřbu pronesl kázání a neohroženě odsuzoval bolševiky. Opakovaně mluvil k věřícím s výzvami ke sjednocení Rusů kolem chrámů, aby chránili svatyně své země. Po vraždě otce Petra Skipetrova zorganizoval kněz obranu lávry a uspořádal k ní církevní průvody ze všech chrámů hlavního města.
Dne 19. července 1918 byl zatčen po celonočním bdění se svými syny Nikolajem, Borisem a Vladimirem. Při zatýkání byl klidný. Tisíce farníků se shromaždilo před budovou Čeky a požadovalo propuštění svého kněze. Čekisté přijali delegaci věřících a lstivě slíbili, že splní jejich požadavky, ale ještě téhož večera byl kněz převezen do věznice ve městě Kronštadt.
Otec Filosof byl zastřelen spolu se svými třemi syny. Přesné datum provedení není známo. Podle některých zpráv se tak stalo mezi 15-30. srpnem, podle jiných zdrojů kolem 30. října spolu s dalšími 30 vězni. Místo popravy bylo podle některých zdrojů město Kronštadt a podle dalších nedaleko Finského zálivu v Petrohradu. Těla zabitých byla pravděpodobně vhozena do zálivu.

## Kanonizace
Dne 20. srpna 2000 ho Ruská pravoslavná církev svatořečila jako mučedníka a byl zařazen mezi Sbor všech novomučedníků a vyznavačů ruských.
Jeho svátek je připomínán 13. června (31. května – juliánský kalendář).